# Matões do Norte
Matões do Norte est une municipalité brésilienne située dans l'État du Maranhão.